# Kodeks 0218
Kodeks 0218 (Gregory-Aland no. 0218) – grecki kodeks uncjalny Nowego Testamentu na pergaminie, paleograficznie datowany na V wiek. Do naszych czasów zachował się fragment jednej karty kodeksu. Jest przechowywany w Wiedniu.

## Opis
Do dziś (1995) zachował się fragment jednej karty, z tekstem Ewangelii Jana (12,2-6.9-11.14-16). Oryginalne karty kodeksu miały rozmiar 18 na 16 cm, zachowany fragment ma rozmiary 5,2 na 6,2 cm.
Tekst pisany jest dwoma kolumnami na stronę, w 19 linijkach w kolumnie.

## Tekst
Fragment reprezentuje mieszaną tradycję tekstualną. Kurt Aland zaklasyfikował go do kategorii III, co oznacza, że jest ważny dla poznania historii tekstu Nowego Testamentu.

## Historia
Rękopis datowany jest przez INTF na V wiek Karl Wessely sądził, że fragment pochodzi z Fajum.
Na listę rękopisów Nowego Testamentu wciągnął go Kurt Aland w 1953 roku, oznaczając go przy pomocy siglum 0218.
Tekst fragmentu opublikował Peter Sanz w 1946. Tekst fragmentu opublikowali Schmid, Parker i Elliott w 2007 oraz Porterowie w 2008 roku.
Rękopis przechowywany jest w Austriackiej Bibliotece Narodowej (Pap. G. 19892 B) w Wiedniu.